# Antonio Rotta (Lautenist)
Antonio Rotta (auch Antonio Rota und Anthoni Rotta; * 1495 in Padua; † 1549 ebenda) war ein italienischer Lautenist und Komponist der Renaissance.

## Leben und Wirken
Über den Verlauf des Lebens von Antonio Rotta sind nur wenige Informationen überliefert; auch konnte das genaue Geburtsdatum und das Sterbedatum von der musikhistorischen Forschung bisher nicht ermittelt werden. Der in Padua lebende Kanoniker Bernardus Scardeonius (1478–1574) teilte im Jahr 1560 (11 Jahre nach Rottas Tod) mit, dass dieser einer der bedeutendsten Lautenspieler und -lehrer gewesen sei. Er war nicht nur als Lautenist in Italien letztlich konkurrenzlos, sondern war auch ein exzellenter Lehrer für dieses Instrument. Auch sei er durch seine Unterrichtsstunden im Fach Laute ziemlich reich geworden. Scardeonius erwähnte auch, dass Rotta eine praecepta notabilia für das Lautenspiel veröffentlicht hat; vermutlich war damit der Anhang zu dessen Intabolatura de Lauto gemeint, bezeichnet als Regula alli lettori (Venedig 1546), eine Einführung in das Lautenspiel, die auf der italienischen Tabulatur beruhte.

## Bedeutung
In Rottas Lautenbuch Intabolatura de Lauto di lo excellentissimo musicho sind beinahe alle damals üblichen Typen von Lautenstücken, verfasst in italienischer Tabulatur, enthalten, wie Tanzsätze, Tanzlieder und Ricercari, außerdem Intabulierungen von Stücken aus der Vokalmusik, also aus Motetten, Chansons (Canzon francese) und Madrigalen. Als Komponisten dieser Vorlagen sind Costanzo Festa, R. Meigret, Nicolas Payen, De Porta, Jachet de Mantua, Adrian Willaert, Nicolas Gombert und Jean Mouton vertreten. Die hier enthaltenen Tanzsätze sind meistens in der Dreiergruppe Passamezzo–Gagliarda–Padoana angeordnet; bei den zugehörigen Melodie-Wiederholungen des Passamezzo wird diese über der jeweiligen harmonischen Grundstruktur reich verziert, bei Gagliarda und Padoana jedoch in einem Dreiertakt wiedergegeben. Auch in den Intavolierungen macht Rotta einen reichlichen Gebrauch von Diminutionen. Die sechs hier enthaltenen Ricercari fallen durch ihre sorgfältige polyphone Gliederung auf. Dem Gesamtwerk ist eine Regola alli lettori hinzugefügt (von Scardeonius, wie schon erwähnt, 1560 als praecepta notabilia bezeichnet). Diese enthält Hinweise zur Ausführung der Tabulatur und betont die Bedeutung der gehaltenen (liegenden) Töne für das Lautenspiel; letztere sind in seiner Tabulatur durch Kreuze markiert.

## Werke
- Intabulatura de Lauto di lo excellentissimo musicho Messer Antonio Rotta di Ricercari, Motetti, Balli, Madrigali, Canzon francese da lui composti & in tabulati & nuovamente posti in luce. Libro primo, Venedig 1546; einzelne Sätze daraus auch in anderen Veröffentlichungen.
- Des Chansons […] livre V, verschollen.

## Ausgaben (Auswahl)
- La rocca e il fuso [= Le rouet et le fuseau]. Chanson italienne tirée du premier livre de l’Intabolatura de lauto für Gitarre, hrsg. von E. Pujol, Paris 1961 (= Bibliothèque de musique ancienne et moderne pour guitare 1070).
- A Suite of Dances: 1546, hrsg. von H. Kadis, Berkeley um 1978.
- Intabolatura de Lauto […] Libro Primo, Reprint Genf 1982.